# Palazzo Giacomo Spinola
Il palazzo Giacomo Spinola o palazzo Giacomo Spinola di Luccoli è un edificio storico italiano, sito in Piazza delle Fontane Marose 6, nel centro storico di Genova. È uno dei Palazzi dei Rolli designati, al tempo della Repubblica di Genova, a ospitare gli ospiti di alto rango per conto del governo, durante le visite di stato.
L'edificio è fra i 42 palazzi dei rolli selezionati e dichiarati Patrimonio dell'umanità dall'UNESCO il 13 luglio 2006.
Dal 1941 è sottoposto a vincolo di tutela da parte della soprintendenza. Il palazzo è sede del Banco di Sardegna.

## Storia e descrizione
Costruito per Giacomo Spinola tra il 1445 e il 1459 su lotti già edificati, fu riportato in tutti i rolli; tra gli anni 1576 e 1595 appartenne ad Antonio Spinola Marmari, ma raggiunse la massima posizione nel 1614 con Giovanni Battista Spinola di Tomaso, letterato e doge della Repubblica di Genova nel 1613-1615. Agli inizi del XIX secolo passò agli Spinola.
Situato sulla piazza di Luccoli, nel XIII secolo luogo marginale ma strategico perché vicino alla Porta di Santa Caterina, presenta una facciata a fasce bicrome e nicchie con statue marmoree di familiari illustri, tre delle quali (la prima, la seconda e la quarta da sinistra) eseguite da Domenico Gagini da Bissone. Nel XVI secolo, oltre alla sostituzione delle quadrifore per creare nuove finestre, andò ad espandersi nell'isolato, con una casa da reddito su via di San Sebastiano.
A metà del XIX secolo vennero imposti dal comune pannelli a bassorilievo per mascherare la stiratura delle botteghe verso il basso: una trasformazione della facciata prodotta prima dal generale livellamento della carrabile, dall'Acquaverde all'Acquasola, con parziale demolizione della piazza superiore degli Spinola (1816-1818 circa), poi richiesta dai raccordi successivi della nuova via Carlo Felice (1832 circa) con le vecchie quote della piazza.
Dopo le demolizioni illegittime per ammodernare le finestre nel 1903, gli architetti Alfredo D'Andrade e Marco Aurelio Crotta costruirono le polifore del piano nobile, già sostituite da secoli con aperture rettangolari, come all'interno erano stati rilevanti i mutamenti alla scala (XVI secolo).
Altrettanto significativi i lavori di fine Ottocento, introdotti dalla proprietà Migone per ridurre il palazzo a casa d'affitto, sino a moltiplicare vecchie contro soffittature mascherando il solaio ligneo originario del salone, su mensole recanti l'arme degli Spinola, che fu poi restituito con un progetto di recupero patrocinato dal Banco di Sardegna per collocarvi uffici e agenzia.

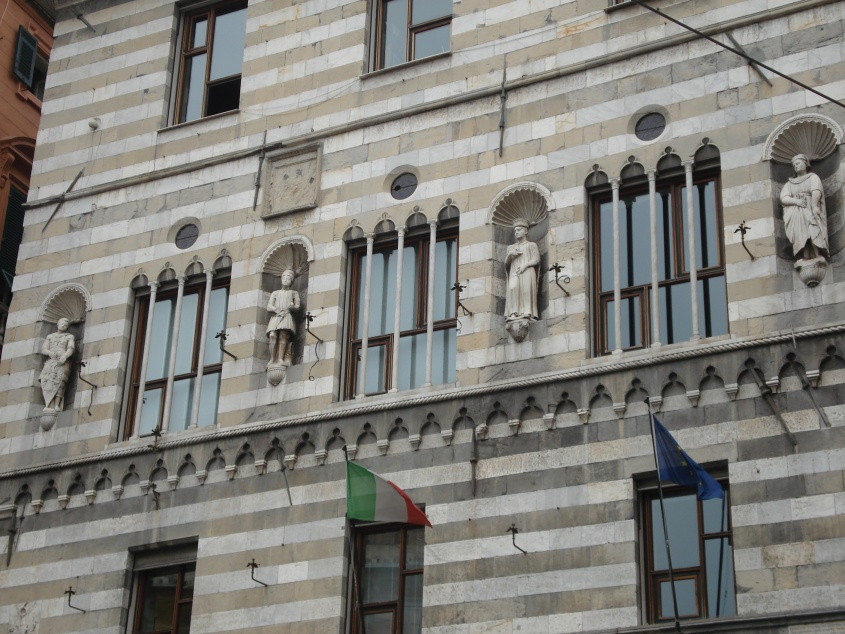
Palazzo Giacomo Spinola
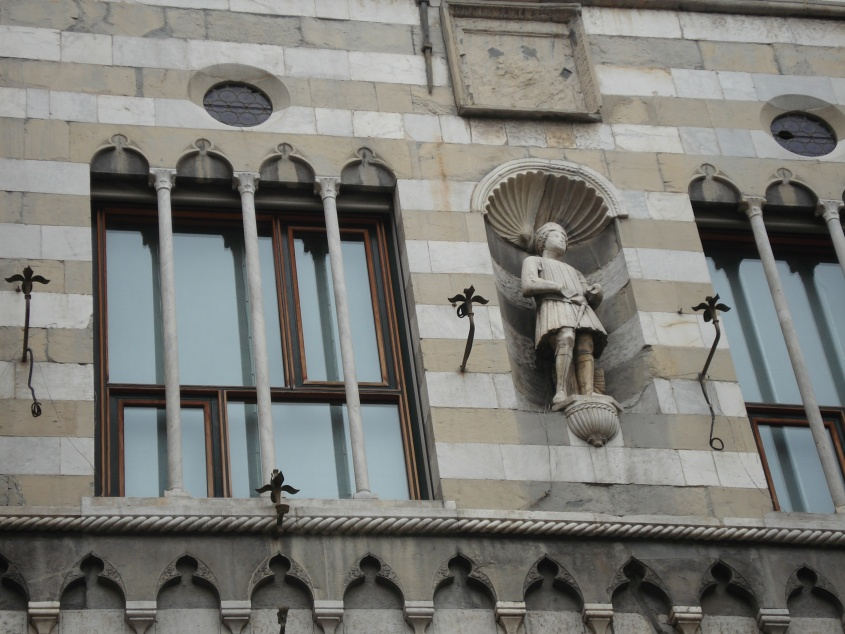
Quadrifore e una delle statue marmoree
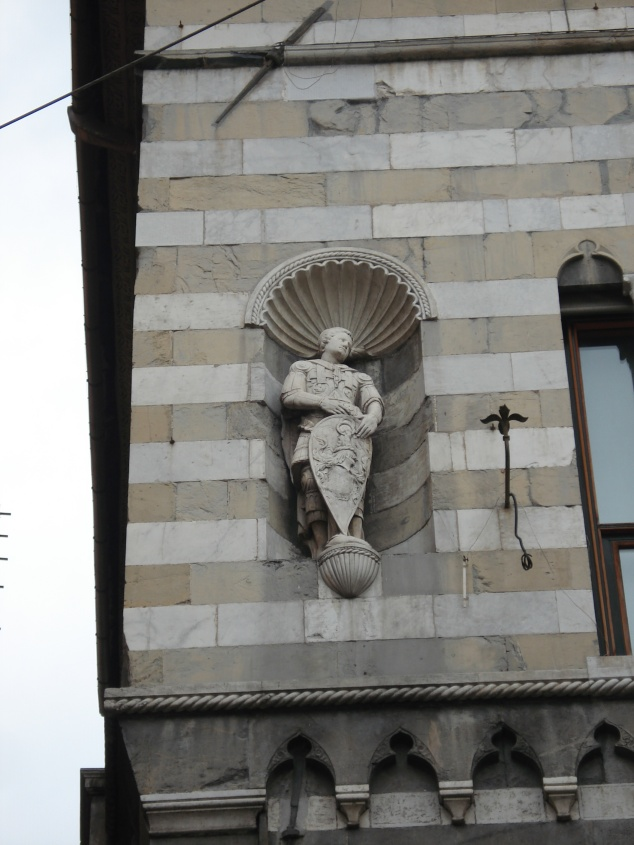
Una delle statue marmoree al secondo piano